# Louis Pierre Désiré Chevallier
Louis Pierre Désiré Chevallier (1852-1938) fue un abate, botánico, y profesor francés. Realizó extensas exploraciones botánicas por el norte de África: el Sahara argelino, marroquí, y tunecino.

## Algunas publicaciones
- 1990. Mémoires del'Herbier Boissier N° 7

## Eponimia
- (Brassicaceae) Eremophyton chevallieri Bég.[5]
- (Caryophyllaceae) Bufonia chevallieri Batt.[6]
- (Cistaceae) Helianthemum × chevallieri Maire[7]